# Gourcy
Gourcy – miasto w północnej części Burkiny Faso. Jest stolicą prowincji Zondoma. W roku 2013 liczyło 31 796 mieszkańców.